# اوسویه (پرییپویه)
اوسویه (به صربی: Osoje) یک منطقهٔ مسکونی در صربستان است که در پریژپولجه واقع شده‌است. اوسویه ۵۲۶ نفر جمعیت دارد.